# Jacek Olczak
Jacek Olczak (né en 1965) est un homme d'affaires polonais et le PDG de Philip Morris International, le plus grand cigarettier en mains privées au monde.

## Biographie
Après avoir obtenu un diplôme d'études supérieures en économie de l'université de Łódź en Pologne, il commence sa carrière chez BDO à Londres et à Varsovie,. En 1993, il rejoint la direction financière de la succursale polonaise du groupe Philip Morris, puis en 1995, il rejoint l'équipe des contrôles internes à Lausanne, en Suisse. En 1996, il devient directeur des ventes de Philip Morris Polska, puis assume le même rôle dans la succursale roumaine de l'entreprise à partir de 1999. Au cours des années qui suivent, il occupe des postes de direction dans plusieurs divisions d'Europe centrale, notamment dans les pays baltes, en Hongrie (dont il devient membre du conseil de surveillance en 2006), ainsi qu'en Allemagne et en Autriche (dont il rejoint la direction en 2006).
En 2009, il est nommé président régional pour le marché européen. Il devient ensuite Chief Financial Officer (CFO) du groupe en 2012, puis Chief Operating Officer (COO) en 2018. En décembre 2020, la société  annonce le départ à la retraite du président de son conseil d'administration, Louis Camilleri, remplacé par le PDG sortant André Calanzopoulos. Jacek Olczak est confirmé au poste de PDG lors de l'assemblée générale des actionnaires suivante, en mai 2021.
En tant que CFO de Philip Morris International, son salaire total s'élevait en moyenne à environ 7 millions de dollars par an entre 2012 et 2018, atteignant 11 millions en tant que COO en 2020. Jacek Olczak vit près de Lausanne et a quatre enfants.